# モノクローム・ファクター
『モノクローム・ファクター』(Monochrome Factor)は、空廼カイリによる漫画作品。コミックブレイドMASAMUNE（マッグガーデン刊）2004年初夏号から連載されていたが、2007年9月より『月刊コミックアヴァルス』へ移籍し、2011年6月まで連載し完結した。2006年にドラマCD化、2008年4月から同年9月までテレビアニメが放送された。

## あらすじ
主人公昶（アキラ）は学校をサボり帰路につく途中、全身黒ずくめの怪しい人物に出会う。自らを「人型をした影」と話すその男、白銀（シロガネ）は「ずっとキミを探していた」という。あまりの白銀の怪しさに全く信用しようとしない昶に対し、白銀は「今日の夜10時にキミの学校に来てくれれば、影というモノがどういうものか見せる」という。

## 登場人物
※担当声優はドラマCD版・テレビアニメ、ゲーム版の順。なお、ドラマCDに登場しなかったキャラクターは「-」で示す。
二海堂 昶（にかいどう あきら）
声：小野大輔 / 同左
主人公。私立霧葉高校2年生。16歳。12月11日生まれ。B型。身長175cm。体重57kg。自前の茶髪に猫っ毛で目の色は灰色（アニメでは濃い青緑色）。
短気で切れやすく、実際に喧嘩も強い。さぼりの常習犯で、学校には暇つぶしに来ている。容姿が良さから1年生時は女生徒に人気があったが、無愛想で喧嘩をよくしていたので現在では近寄る人間も少なく、友人も少ない。しかし彼自身実際は思いやりが強く、自分の都合で賢吾を危険な目に遭わせたくないがないためにあえて突き放したりするなど不器用且つ優しい性格である（洸曰く、ツンデレならぬツンテレ）。超が付く程のサディストで、特に賢吾がその被害を受けている（賢吾に対しては、ある意味友情の裏返しとも取れる）。基本的に勉強はあまり好きではないようだが、中学のときはテストでいつも学年5位以内だった（本人曰く、理由は「美形だから」）とのことで、特に英語が上手い。
白銀に出会った際その胡散臭さから逃げようとするが、影の世界に落ちてしまい自分のドッペルゲンガーを失ってしまう。そのままでは消滅してしまうため、白銀と契約しシンとなる。現在は白銀がドッペルゲンガーの代わりをしており、普通に生活できる。アニメでは白銀に渡された即席ドッペラーを原作と違い上手くつけており、一人で行動可能で（それでも白銀は昶と行動を共にしている）、また「ドッペラー解除」の掛け声でシンになれる。シンの状態では黒い衣装になり髪が黒く、瞳は赤くなる。武器はハンティングナイフの二刀流だったが途中で破壊され、現在は新たな形に変化した。刀身がガラスのように透明なのが特徴。
実はレイの直結王族で、白銀の対となる劉黒の因子を継ぐ者。最初は覚醒しておらず記憶もないため、焔緋に殺害されたという劉黒の死の詳しい情景なども謎に包まれていた。過去に一度だけ不完全な覚醒をした事があり、闇に呑まれ暴走した賢吾と戦闘をした。そのときの記憶は洸の催眠術により忘れさせられていたが今は思い出している。現在は劉黒の意志を受け継ぎ光の王族に覚醒しており、怪我は劉黒から受け継いだ癒しの能力で治せる。
白銀（しろがね）
声：子安武人 / 諏訪部順一
昶の前に現れた謎の男性。外見年齢は25歳位。誕生日、血液型共に不明。181cm。59kg。地面につきそうなほどの長い白髪を三つ編みにしており、目の色は青色。黒いコートにシルクハットといった姿をしている。常に杖を持ち歩き、戦闘時は長刀となる。
通常時は物腰柔らかく温厚で常に敬語で一人称は「ワタシ」だが、地は男らしくて荒々しく乱暴な口調で、普段とは正反対の話し方。微笑みを絶やさないような顔をしているが口調と同じく演技。アニメでは性格が原作と大幅に異なり、昶に対し異常なまでにべったりしていて、厳しい態度をあまり取らない。また、いち早く悠の正体に気が付いた。
洸の前では地の性格が出る事が多く、仲が良いように見えて実は結構悪い。
その正体はシンの直結王族で劉黒とは対になる存在。過去に焔緋によって影の世界を追放された。その際「殺された」と言われているが、その詳細は不明。昶達にも少なからず隠し事をしているようで、独自の目的を持っているらしい。
浅村 賢吾（あさむら けんご）
声：関智一 / 神谷浩史
昶のクラスメイトで幼なじみ。享年16。8月22日生まれ。A型。173cm。61kg。金髪に茶色の目（髪は染めている）。
基本的にやられ役で、昶に下僕扱いされている。明るく前向きで、あまり細かい事は気にしない性格であるが、キレると恐い。昔から昶と共にいるため一緒に喧嘩に巻き込まれることが多く、現在では相手を返り討ちにするほど強くなっている。昶にはもちろん、周囲からも馬鹿扱いされており、村人、金魚のウンコ、下僕、馬鹿、童貞、モブなど酷い言われ様である。
しかし、どんなに弄られても絶対にめげず、昶にもほとんど逆らわない、ある意味では物語中最も器の大きい人物。意外にもシスコンである。
戦闘時はボクシングを元にした自己流の格闘術。白銀からもらった闘気や殺気で形状や攻撃力が変わるグローブ『アルセスタ』を使用。
実は闇の因子の保持者。そして特殊体質持ち故に闇に呑まれ易く、異常なまでに闇の許容量が高い。その為、体に闇が溜まると暴走してしまい、圧倒的な力を持つ様になる。過去何度か暴走したことがあるらしく、昶と小学2年生の時に出会うまではそれが原因でハブにされていた。最後に暴走したのは中学3年の時で、洸及び昶から覚醒した劉黒と戦闘。その後洸によって闇への厳重な封印が成されていたが、焔緋によって無理矢理こじ開けられた。彼が保持していた因子の正体は、白銀が影の世界から追放された際に喪失した闇の調律者因子そのもの。闇の許容量が異常に高いのも、全てはここに起因している。昶が氷瀏を倒して直結王族として覚醒した直後、突如現れた焔緋によって因子を強奪され、死亡した。
鈴野 綾（すずの あや）
声：長沢美樹 / 浅野真澄
昶のクラスメイトで風紀委員。16歳。9月15日生まれ。O型。158cm。45kg。黒髪に茶色の目。
正義感が強く「鬼の風紀委員」と一目置かれている。昶を正面から叱れる数少ない人物。言いたい事はハッキリと言う性格で非は非・是は是の思考の持ち主。洸の様な軽くチャラチャラした人間が嫌いである。幽霊の存在を信じており、オカルト関係に関しては怖がりという一面もある。
貧乳であることを気にしているらしく、指摘されると怒り出す。
学力・運動能力が高く特待生として入学し、学力も学年5位に入るほど。しかし英語は苦手である（アニメでは、言動から国語が苦手な印象があり、また、知ったかぶりをして昶に突っ込まれている）。
家が剣道の道場で、剣道部に所属している。本人が言うところでは、立ったときから木刀を持たされた、とのこと。その腕は鉄パイプでコクチに打撃を与え、ルルに武器を出させるほど。シンに襲われたことから昶達の事情を知り、共に戦うことになる。使用武器は竹刀・木刀だが、白銀からもらった装備品、『紅雨（くれさめ）』により戦闘時は真剣となり、コクチも斬ることができる。尚、『紅雨（くれさめ）』単体でも真剣を発生させる事が可能。
ちなみに剣術に関しては、普段は一刀のみだが本来は二刀流。実家に乗り込んできたルルとの戦いの途中で、本来の戦闘スタイルへと変化した。
洸（こう）
声：小西克幸
昶と賢吾の知人。25歳（シンやレイは外見年齢が変わらない為、実年齢は不明だがルルよりも年下）。1月17日生まれ。B型。184cm。70kg。黒髪に紫色の目で眼鏡をかけており、左目の下に小さな傷がある（レイになると猫目になるので眼鏡は外す）。
通称、洸兄。 やばい仕事をするため、ドスを持った方々に追いかけられる事が多い。喧嘩が恐ろしく強い。かわいい女の子が好きで、綾によくちょっかいをかけている（アニメでは、悠にも手を出しており、さらにはお兄ちゃんとまで呼ばせている）。ノリが軽く、飄々としており掴み所が無い風だが、時には頼れる兄貴分らしい一面を見せる。
不法入居者で電気や水道やら、色々と盗んで生活している（ガスは自前らしい）。
実はシンと対になるレイの一人で、劉黒の子。白銀との会話から劉黒を見捨てて逃げたとされているが、その詳細は不明。罪滅ぼしをしていたなど、劉黒を死なせたことに負い目を感じている模様。
現在は昶に再び仕えることを誓い、共に戦うことを約束する。また、闇を吸い出す事が出来る（本人曰くまずく、「胃にクる」らしい）。過去に闇に呑まれて暴走した賢吾と戦闘し、その際に負傷して出来た傷が左目の下の傷。賢吾に闇に対する封印をした本人でもあり、昶と賢吾にその事を忘れさせた本人でもある（5円玉を糸で吊るした催眠術によって、記憶を引き延ばしただけで難しい事ではないらしい）。昶に対し、「白銀を信用するな」と言っている。なぜか澤木の事を知っており、相手の事を恨んでいる模様。
厳密には純粋なレイではなく、人間から掠め取った光の因子とハクア、劉黒の力の一部を元に彼が錬成した存在。故に通常のシンやレイと違って主の死が自分の死に直結しないが、主である劉黒がいないため、その力は日に日に衰えているらしい。最初は犬の姿で、劉黒以外とは会話も出来なかった。
闇を吸い出す以外の固有能力があり、『獣化（じゅうか）』と呼ばれている。
怒らせると怖い性格で、本気で怒らせると気迫でガラスを割るほど。
我妻 秋一（わがつま しゅういち） / 祀翠（しすい）
声：石田彰 / 羽多野渉
通称はマスター。27歳。10月3日生まれ。O型。身長179cm。体重57kg。バーを経営している白銀の知人で能力者という肩書きを持つが、その正体は光の王の一人こと祀翠。盲目だが気配や足音などで人の判別ができる。能力は怪我の治療（ただし治療時、相手は恐ろしいほどの激痛を受けることになる）、閉鎖空間を作り出す「無装擬界」。しかし後者の能力は彼自身に負担をかけ、喀血することもある。
主に焔緋に己を殺害され表世界を闇に飲み込ませないためという理由で、「我妻秋一」という人間のフリをしていた。実際劉黒殺害後の焔緋は、次に彼をその手にかけようとしたらしい（ただし焔緋はかなり前から我妻 秋一＝祀翠だと知っていたものの、わざと見逃していた模様）。
目が見えない代わりに物の「本質」を見ることが出来るため、彼の前に嘘は通用しないという。そのため、白銀達に疑われていたルルの潔白も証明されることとなる。
現在は闇の浸食の影響でレイの姿を保つことも出来ず、人間の姿ですら闇の影響を受け昏睡状態に陥るまでに弱っている。そのため、彼の力がある程度回復し次第、影世界に乗り込むことが昶達に方針づけられた。

### 影世界
焔緋（ほむらび）
声：置鮎龍太郎
影の世界に独裁を敷くシンの王。地面につきそうな程の長い赤髪に金色の瞳。年齢は不明。1月7日生まれ。AB型。194cm。78kg。
非常に冷酷で自分の目的の為には手段を選ばない非情さを持つ。一人称は「余」で、どこか古めかしい口調。
影の王族で、かつては人間だった。光の世界までも闇で飲み込み、そこに君臨することを目論む。その邪魔となる白銀を影の世界から追放した。その際、一度白銀を殺害しているらしい（「余はそなたを一度殺しているのだからな」と述べている）。また、劉黒を殺害し、賢吾の闇の因子への封印を無理矢理こじ開けた本人。昶たちとの決戦の末、白銀に致命傷を負わされ殺されそうになるが、昶に助けられた。最後は昶達と和解する。
アニメでは21話の終わりから登場。キャスト発表の時点で声優は決まっていたものの、かなり遅い登場となった。原作ではどうやら守りたい者がいるらしい。
氷瀏（ひりゅう）
焔緋の子の一人で、和服のような衣装を纏った寡黙な美女。身長は160cm。主である焔緋の命令には忠実に従う。汎用性の高い氷の力を操る。焔緋に伴い白銀を攻撃するが返り討ちにあい、深手を負って撤退した。また、焔緋、白銀、マスターの発言から、何かしらの秘密を持っていると思われる。実は劉黒の因子の欠片を使い、焔緋によって創られた傀儡だった。王宮に乗り込んだ昶達を迎え討ち、白銀さえも圧倒するが、最後は昶（劉黒）の中に回帰することを望み、昶に敢えて止めを刺され、消滅した。
澤木（さわき）
声：上別府仁資 / -
焔緋の子の一人で、シン達のまとめ役と思われる壮年の男性。身長は192cm。比較的穏和な性格で、血生臭いことは好まず、仲間の勝手な行動に頭を悩ませることもしばしば。洸とは面識があり、相当恨まれているらしい。他の子たちと違い、焔緋のことを呼び捨てで呼んでいる。
そういった性格のためか、焔緋にもその忠誠心のあり方が疑われている節もある。が、劉黒（もしくは白銀）に実際に手を下したのは彼自身だと示唆するような科白も述べており、その真意は計り知れない。戦うときは左右が尖っている槍状態のものの武器で戦う、洸との戦いで武器を初めて出した。
ルル
声：田村ゆかり
焔緋の子の一人で、胸元の開いたゴシックロリータ風の衣装を纏った少女。外見年齢は16歳位。4月7日生まれ。B型。152cm。45kg。猫被りでぶりっ子な性格、そして残忍な一面を持つ。が、自分で自分を「性格が悪い」と称したり、綾に対し友達になった途端べったりするなど、根っこの部分は憎めない性格。
七夜の報告から白銀が生きていることを知り、彼に会うために「表」にやって来るが、そこで出会った劉黒にそっくりな昶に興味を抱く。使用武器は鞭で、能力は大蛇を召喚し相手の生気を食わせること。生気を食われると、その部分に力が全く入らなくなる。綾のことを「貧乳」や「ゴリラ」と呼んでいたが、和解してからは「綾ちゃん」と呼ぶようになった。現在は昶達よりもこちらにくっついている。また、洸と面識があり、「劉黒のワンコ」だからという理由で、彼を「ポチ」と呼んでいる。見た目は昶たちと変わらないが、実は洸よりも年上（洸曰く「おばさんを通り越して物凄いババア」）で、その事を言われるのが嫌い。
焔緋の命令で綾を殺そうと実家に乗り込むが、本来の二刀流に戻った綾と、綾の祖父との連携に敗北。それでも自分を殺さない綾に最初は反発を覚えるが、最後には潔い彼女の言動に好感を示し去っていく。が、自らの敗北で焔緋に消されかねないことを理由に、その翌日に昶達の通っている霧葉高校に転入してきた。昶や白銀にはその動向が怪しまれたが、祀翠によってその潔白が証明され、影世界に乗り込む際の案内役を頼まれるに至った。
どうやら鈴野家の居候となったらしく、綾の両親には「娘が増えた」と喜ばれている模様。ちなみに部屋も綾と同室。現在は綾の夏服を拝借しているが、バストのサイズがキツイと零している。ちなみに、本来シンである彼女が普通に表世界の学校に通えるのは、コクチをドッペルゲンガーの代わりにしているからである。
白銀も劉黒もいた頃の世界を非常に懐かしんでおり、昶達の側についたのは当時の世界のあり方を取り戻すためという理由が大きい。
志紀（しき）
声：藤原祐規 / -
焔緋の子の一人で、黒の帽子を被っている金髪の少年。子供特有の無邪気な残酷さを持ち、戦闘をまるで「ゲーム」感覚の様に楽しんでいる。自信家で、利己的な部分がある。賢吾との戦闘の際に、闇に飲まれた相手を見て足をすくむ一面も。負ける事を「ダサい」と思っているせいか、負ける事を嫌う負けず嫌いな一面を持つ。
使用武器は卓球のラケットのようなもので、能力は闇から創り出す球の材質を操り攻撃すること、影世界で賢吾と綾の戦いでは青年の真の姿で弓矢で戦ったがすぐに本気を出した賢吾と綾に一瞬で倒された。後にルルに説得され改心した。
七夜（ななや）
声：吉野裕行
焔緋の子の一人。外見年齢は27歳位。11月29日生まれ。AB型。185cm。75kg。顔の右半分に特徴的な爪傷があり、右目を眼帯で覆った男。他人に命令されることが嫌いなため、よく独断で動くことが多い。「表」側で多発していた通り魔事件の犯人。自分の力を過信しており、特にルルと志紀からは軽蔑されている。昶と交戦し、戦い慣れしていない昶を追い詰めるが、助けに入った白銀に右腕を切り落とされて撤退。その事を報告した後、焔緋に頭を指で刺されて死亡したと思われるも、コクチと練成され影世界でまた昶たちと戦う。その後、昶がコクチを剥がし、焔緋のもとへ昶たちと行動する。
アニメでは1クール目の主要敵キャラで、後述の牡牛の男から命を受け、影の侵食を進めるためコクチを人々に寄生させていた。原作とは違い完全な極悪非道な人物であり、人間が苦しむところを見るのが好きな残忍な性格。しかし昶たちの活躍によりことごとく失敗し、牡牛の男からの信用を失っていった。最終的には汚名返上のため昶たちに直接対決を挑み、力を摩耗していた白銀をさらい、昶と闘う。白銀を助けた昶の隙を突いて攻撃しようとするも、援護に来た悠のクロスボウの矢を背に喰らい叫びながら消滅した。
使用武器は釵の二刀流で、能力は武器を介して雷を操ること。

### その他
浅村 麻結（あさむら まゆ）
声：三石琴乃 / 小清水亜美
賢吾の姉。霊感があり、昔から霊を見ることができた。美形が好物で、昶と特に白銀を気に入っている。アニメでは大幅に出番が増えており、彼女に関わった者がことごとくコクチに寄生されるなど、多くの問題を引き起す原因になっている。ちなみに、スリーサイズはB92、W58、H85。
劉黒（りゅうこ）
レイの直結王族で、白銀の対となる存在。地面につきそうな程の長い黒髪に赤色の瞳。
昶が生まれるかなり前、白銀や洸が消される少し前に、焔緋に殺害された。彼の因子は転生して昶に受け継がれているが、その昶がシンに変換されてしまったため、劉黒としての記憶は未だ封印されたままである。
昶達が初めて洸に出逢った際、一度だけ覚醒してその姿を見せたことがあった。そのときの彼の言動からして、「洸が劉黒を見捨てて逃げた」という証言は、一概に言葉どおりの事実とはいえない様相を見せている。
アリサ
我妻（祀翠）の入院した病院の看護師。実は祀翠の子の一人でレイ。他者の心を読み取れる祀翠の前でもごく普通に物事を考える素直な性格。祀翠が人間界に逃げたあとに契約した為、均衡が崩れる前のことは知らないが、焔緋の独裁には何か真意が隠れているのではないかと推測している。
辰巳（たつみ）
白銀の子。瀕死の重症を負っていた劉黒の治療を依頼するべく祀翠の元へ向かったが、直後に白銀が焔緋によって追放され直結王族としての能力を失ったことで契約が消失。祀翠に助けを請いながら消滅した。

### アニメオリジナル
九条 悠（くじょう はるか）
声： - / 斎賀みつき
11歳。11月8日生まれ。AB型。身長139cm。8年前に祖父・九条慎之介が行った儀式が原因で兄や両親も含めた家族が事故死したため、幼くして財閥九条家の当主となった。
初対面では小学生に見られることが多いが、アメリカの大学の卒業資格を持ち、家の伝統から陰陽道・占星術・植物・悪魔崇拝など呪術にまつわる研究をしている。右耳に付けたイヤリングを触る癖がある。
ゲームセンターで不良に絡まれているところを昶に助けてもらい、昶に好意ともとれる興味を抱き（本人曰く、出会ったのは運命）、その後屋敷で使用人が引き起こした問題を昶たちに解決してもらったことがきっかけで昶たちの仲間となった（昶曰く、戦闘要員じゃなく友達として）。その後、七夜にとどめを刺したこともあり一応戦うことを認められた。使用武器は3連発のクロスボウで、本人によると中世のヨーロッパで使われていた代物。言葉の端々に九条家への嫌悪が見られる。
しかし実は牡牛の男の正体であり、七夜やルルに命令を下し、人々にコクチを取り憑かせた張本人であった。8年前の事故で唯一生き残った悠が闇の因子を持っていたことに興味を抱いた焔緋の命により富士山を中心に陣を張り、そこから闇を世界中に広げようと目論むが結局は焔緋に利用され、虐待されながら影の世界に連行されかけたところを昶に助けられ改心する。その後、九条家の全てを捨ててイギリスへと留学する。アニメの続編であるゲーム版では、焔緋の動きを感知したため帰国する。
昶たちを年上にもかかわらず呼び捨てで、洸のことは「お兄ちゃん」と呼ぶ（最初は強引に呼ばされていたが次第に自ら呼ぶようになる）。
大久保 彦十郎（おおくぼ ひこじゅうろう）
声： - / 向井修
悠の執事兼運転手。常に悠の傍に付いている。悠のことは主であると同時に大切な家族と思っており、悠が昶たちの戦いに加わることに反対した。
悠にわずかでも悪影響を与えそうな場面（主に麻結が原因）になると、すぐに悠がそれを見ないように目の前に立って「帰りましょう」と申告したり、いつの間にか白銀が見えるようになっていて周囲を驚かせたり、洸から冗談で口説かれた際に頬を染めてその気があるような仕草を見せて（本人曰く冗談）洸をどん引きさせるなど、彼自身はなかなかユーモラスな人物。
執事としての手腕は「日本執事連盟」が開催する執事の実力を競う大会（通称：シツジンピック）で12連覇を果たすほど。年齢に関しては、賢吾の「80（歳）過ぎてんだろ?」という質問に「そんなに若く見えますか」と答えている一方、100歳前後の画家・立山龍三と「同じくらい」と比べられた時には「わたくしはまだまだひよっこでございますよ」と笑っていた。
悠の所業に感付いてはいたが、諫めきれずに黙認していた。若い頃は剣の名士だったらしく、富士山の地下では3匹ものコクチに取り憑かれた状態で昶と白銀を圧倒するほどの実力を振るうも結果的には敗れ、昶にコクチを取り払われた後は悠を救うよう土下座をして懇願した。その後、九条家を捨てた悠のイギリス留学にも付き従って行った。ゲーム版では悠に付き添って帰国する。
九条 慎之介（くじょう しんのすけ）
声： - / 中博史
九条家の先々代当主で悠の祖父。公爵または侯爵（同音のためどちらなのか不明）。様々な事業を成功させ、代々続く名家であった九条家を一代で財閥へと育て上げた。屋敷のエントランスにいかめしい表情の肖像画が飾られている。幼少期の容姿は悠と瓜二つ。
邸内で様々な魔術の儀式に明け暮れ、果てには影世界の王と手を組もうと8年前に儀式で焔緋を呼び出したが、その炎によって悠の兄と両親を巻き込み死亡した。本当は生存しており、牡牛の男として暗躍していると思われていた。
牡牛の男
声： - / 森川滋夫
牡牛の頭蓋のかぶり物を着け、黒ずくめのローブを身にまとっている不気味な謎の男。「あの方」と呼ばれる者から命を受け、七夜とルルを使いコクチを人々に取り憑かせ、影の侵食を進めようとしている。ルルから「牛さん」と呼ばれている。その正体は悠の祖父・九条慎之介だと思われてきたが、実際には悠本人だった。

### ゲームオリジナル
春宮 芹那（はるみや せりな）
声：なし
ゲーム版における主人公。私立霧葉高校1年生。15歳。3月4日生まれ。O型。身長157cm。面倒見がよく、困った人・物を見ると放っておけない性格。温厚で自分の意見あまり言わぬ一方、芯が強く負けず嫌い。
ある日、町で子猫を虐待していた不良を止めようとしたところ逆に窮地に立たされ、そこで賢吾に助けられて以来、昶たちと関わるようになり、光と影の戦いに巻き込まれていく。
幼い頃から幽霊が見え、昶たち同様白銀を見ることはおろか掴むこともできる。レイの因子を持ち、コクチに捕り憑かれた者からコクチを引き剥がしたり、コクチ自体に触れることで消滅させることが出来るなど、闇を封滅する強い力を持っている。
ちなみにガーデニングが趣味で、学校の花壇の手入れを誰に言われるでもなくしている。そのために綾からは真面目な一年として一目置かれ、用務員のおじいさんを含め学校関係者にファンがいる。花を育てるのに邪魔な雑草を引き抜く時の顔は叶曰く怖いらしい。また白銀からは昶に近づく者としていわれのない嫉妬の感情を向けられている。実は過去、幼い頃家出してきた昶に会ったことがあり、アルバムには幼い頃の昶と写った写真がはさんでいる。
名前は変更可能。
藤原 叶（ふじわら かなえ）
声： - / 香坂夏希
芹那の親友。私立霧葉高校1年生。15歳。2月21日生まれ。O型。身長163cm。自分に正直な性格で、思いついたことは即行動に移すタイプ。かなりミーハーな面があり、よく芹那をいろんなことに巻き込んでいる。妄想癖あり。学校には本人曰く恋をしに来ているらしく、学校の屋上で見た昶に一目惚れし、「イケメン」と呼ぶ一方、賢吾のことは例のごとく「モブ」扱いである。また真面目に授業を受けておらず、よく呼び出しをくらっている。
家が道場であるも、自身が強くないと周りに迷惑がかかるため芹那たちに言い出せなく、また後述の嫗の孫であるが、彼女と違い才能がなく力を持っていないことに強い劣等感を持っている。
賢吾と立ち回りがよく似ている。
稲村 岳人（いなむら がくと）
声： - / 下野紘
芹那、叶のクラスメート。私立霧葉高校1年生。15歳。9月3日生まれ。A型。身長178cm。クールな性格をしているが、人懐っこい面がある。容姿端麗、成績優秀で女子から人気があるが、その裏に秘めた過去がある模様。芹那同様幽霊の類の姿が見え、さらに白銀の姿も見えている。
過去にコクチの引き起こした事件によって両親が殺されている。その際見えたコクチに執着し倒すことを考えていた。
橘 勇（たちばな いさむ）
声： - / 柿原徹也
邪掃会（詳細は後述）に所属する青年で、嫗の一番弟子で叶の幼馴染。28歳。8月23日生まれ。B型。身長180cm。陽気で強引、かつ面倒くさがり屋で大雑把だが、謀を嫌うさっぱりとした性格の持ち主。陰陽の文様が入った奇妙な服を着ている。
嫗の命を受けとある場所に境界線の穴があることを察知し、配下を連れその場にやって来た際に昶たちと鉢合わせした。白銀の姿が見え、また影の世界の住人であることに気づき、一方的に敵意をむき出しにして襲いかかって来た。
白銀と互角のやりあえるほどの身体能力を持ち、迦樓羅（カルラ）と呼ばれる双頭状の槍を得物とする。
永島 柚稀（ながしま ゆずき）
声： - / 荒井静香
私立霧葉高校における古文の教師。生真面目、かつ堅実で生徒たちから憧れられている。スタイルが良く、美人。
その正体は焔緋に仕えるシンで、焔緋の命を受け邪掃会に探りを入れて強い光の力を持つ嫗と戦った（結果は敗北）。また嫗と同等の力を持つ芹那の力を目の当たりにし、見極めるために岳人を利用したり、叶を操って昶たちと邪掃会の衝突を招いた。
藤原 嫗（ふじわらのおうな）
声： - / 長島伸子
邪掃会の総帥で「邪誅鳴姫」とも呼ばれる（本名は不明）。叶の祖母。
昶たち同様闇を感知する能力を持ち、老いた自分に代わり芹那の能力に注目し引き込もうとする。

## 用語説明
シン
影の存在。影の世界の王族と契約し、その手足となり王の支えとして仕える代わりに力を貰った者達。
基本的に一人の王に五人で、彼らは王の『子』と呼ばれる。
レイ
シンの対で光の存在。光の世界の王族と契約し、その手足となり王の支えとして仕える代わりに力を貰った者達。
やはり『子』は基本的に五人だが、直結王族である劉黒が殺されている現在、そのバランスはバラバラである。
コクチ
影の一種。
巡視タイプ・戦闘タイプ・寄生タイプの三種類がいる。光に属するモノを無差別に襲う存在で、寄生タイプのコクチは表世界の人間に寄生することがあり、寄生された人は破壊本能と欲望のままに暴走してしまう。
実際は影の世界の監視者のような存在で、光と闇が万全のバランスを保っていても境界線に生じてしまう僅かな綻びを対処するのが本来の役割。
無差別に人や物を襲うのは、綻びの大きさ故に光の世界に入ってしまったコクチには目に映るもの全てが反属性となってしまうため、暴走してしまうからである。
ハクア
コクチと対を成す存在。あくまで説明の上でのみ登場している。
直結王族・王族
光と影の世界を統べる王達のこと。王はそれぞれの世界に二人ずつおり、それを細かく分けると直結王族と王族に分けられる。
直結王族の方がより重要な存在で、調律者とも呼ばれており、シンやレイのように人間だった者達ではなく、純粋な光と影が具現化したもの。王族は人間がなるもので、本来は直結王族の補助を行う存在である。
光の直結王族が劉黒、王族は祀翠、影の直結王族は白銀で、王族は焔緋。
本来の役目は世界の調和を守ることだが、現在焔緋が独裁を狙っているため、光と影のバランスは大いに崩れている。
ドッペルゲンガー
影の世界に存在する『もう一つの存在』。人間にかかわらず動植物や物体にも存在する。表世界の存在と対を成し、そうなることによって表裏ともに安定して存在していることが出来る。
ドッペルゲンガーがなくなると表世界にある本体も消滅してしまうため、これにより昶は人間からシンへと変換せざるを得なくなった。
また、シンやレイにはドッペルゲンガーは存在しておらず、シン＝レイというように互いの存在そのものが対となっている。
即席ドッペラー
着用すると即席ドッペルゲンガーとなり、一時的に反属性の世界でも実体化することが出来る道具。
不細工なぬいぐるみの様な形をしている。踏むことによって着用することが出来るが、少しでも無駄な動きをすると外れてしまう。
能力者
世間一般的には『霊能力』『サイキック』と呼ばれる力を持ち得た数少ない人間のこと。『もの』の存在認識範囲が常人よりも広いためにシンやコクチを見ることができる。
一人一人が固有の力を持っているらしく、たとえばマスターこと我妻 秋一は『治癒』能力の保持者という肩書きになっていた。
綾のブレスレットや賢吾のグローブは、本来この能力者がコクチに対抗するために作った装備品とのこと。
因子
人間をシンやレイに変換する上で、体内に存在することが絶対条件となるモノ。
光と闇の二種類がある。そのため光の因子保持者をシンに、または闇の因子保持者をレイに変換することは不可能である。また、因子が無い人間をシンやレイに変換しようとすればその人間はブラックアウトしてしまう。
なお、レイの直結王族・劉黒の生まれ変わりである昶は本来光の因子持ちのハズだが、それでシンに変換されても存在し得ているのは、白銀曰く「王族の因子は特別だから」とのこと。ただし白銀自身にも変換するときには博打要素が多々あったらしく、変換が絶対に可能との確証は無かった模様。
ちなみに、因子を持っている人間は能力者よりも少ないらしく、非常に希であることが窺える。
邪掃会
ゲームに登場する、藤原嫗を現総帥とした、道教を基とした武芸宗派。
表向きは健康拳法会といった形をとっており、道場を置いて武闘大会を開いたりもする。
元々は悪魔払いを生業とし、各地で災厄を沈めていた。現在は嫗の下でコクチら闇の者の存在を感知し、それを邪な者として捉え排除しようとする考えを持つ。焔緋の暗躍や悠の行ったことのため闇の広がりを危惧し、昶たちが住む街に八卦の結界を張り、闇の者を滅し光だけが存在を許される世界を作ろうと目論む。
武芸宗派というだけあり、所属している者の多くは人間レベルではあるがかなりの手だれで、龍精拳と呼ばれる中国の古代拳法をルーツとする体術を会得している。また皆、陰陽の入った服を着ている。
ちなみに邪掃会という名前は「邪な者専門の掃除屋」が語源で、本来は「邪掃拳派東方府」という名。

## 書誌情報
- 空廼カイリ 『モノクローム・ファクター』 マッグガーデン〈ブレイドコミックス〉、全11巻
  1. 2005年4月10日、ISBN 4-86127-132-0
  2. 2005年12月10日、ISBN 4-86127-216-5
  3. 2006年9月10日、ISBN 4-86127-291-2
  4. 2007年9月10日、ISBN 978-4-86127-422-0
  5. 2008年3月28日、ISBN 978-4-86127-486-2
  6. 2008年9月10日、ISBN 978-4-86127-534-0
  7. 2009年3月10日、ISBN 978-4-86127-605-7
  8. 2009年12月10日、ISBN 978-4-86127-682-8
  9. 2010年7月9日、ISBN 978-4-86127-748-1
  10. 2011年3月2日、ISBN 978-4-86127-829-7
  11. 2011年11月15日、ISBN 978-4-86127-921-8

## ドラマCD
2006年に、オリジナルドラマCD応募者全員サービスMASAMUNE EDITION「ぷちはうんど＆モノクローム・ファクター」でドラマCD化。出演者のキャストコメントも収録されている。

## テレビアニメ
2008年4月から同年9月までテレビ東京、テレビ大阪およびAT-Xにて放送された。全24話。内容はほぼオリジナルで、原作にはあまり見られないBL描写が多く、また終盤を別として全体的にコミカルな作風が特徴。OP前の冒頭シーンでは前話のあらすじが説明され（ただしギャグのためかなり尾ひれが付いている）、その後登場する事情を抱えたゲストキャラクターがコクチに取り憑かれて暴れ出すという展開が基本的な流れとなっている。キャッチコピーは「覚悟を、決めろ。」

### スタッフ
- 原作 - 空廼カイリ「モノクローム・ファクター」（月刊コミックブレイド アヴァルス連載）[1]
- 監督 - 紅優[1]
- シリーズ構成 - 河原ゆうじ[1]
- キャラクターデザイン - 須賀重行[1]
- 美術監督 - 桑原悟[1]
- 色彩設計 - 西表美智代[1]
- 撮影監督 - 中村昌樹
- 編集 - 後藤正浩
- 音響監督 - 鶴岡陽太
- 音楽 - 阿保剛、村上純
- プロデューサー - 田頭伸哉、飯塚寿雄、三瓶茂人、大澤信博
- アニメーションプロデューサー - 安部正次郎
- プロデュース - GENCO[1]
- アニメーション制作 - A.C.G.T.[1]
- 製作 - プロジェクトモノクローム

### 主題歌
オープニングテーマ「Metamorphose」
作詞 - KOKOMI / 作曲 - 黒須圭亮 / 編曲 - 村上純 / 歌 - Asriel
エンディングテーマ
「AWAKE〜僕のすべて〜」（第1話 - 12話、最終話）
作詞 - 松澤由美 / 作曲・編曲 - 清水永之 / 歌 - 昶&賢吾（小野大輔、神谷浩史）
「覚醒〜dark and light〜」（第13話 - 23話）
作詞 - 松澤由美 / 作曲・編曲 - 清水永之 / 歌 - 白銀&洸（諏訪部順一、小西克幸）

### 各話リスト
| 話数   | サブタイトル | 脚本       | 絵コンテ         | 演出       | 作画監督          |
| ------ | ------------ | ---------- | ---------------- | ---------- | ----------------- |
| 第1話  | 銀色の影     | 河原ゆうじ | 紅優             | 園田雅裕   | 宮田奈保美        |
| 第2話  | 傷痕の影     | 河原ゆうじ | 池田重隆         | 池田重隆   | 本田辰雄 福地和浩 |
| 第3話  | 浸食する影   | 河原ゆうじ | 高田昌宏         | 高田昌宏   | 服部憲知          |
| 第4話  | 剣の影       | 河原ゆうじ | タムラコータロー | 小野田雄亮 | 徳田夢之介        |
| 第5話  | 背中の影     | 河原ゆうじ | 園田雅裕         | 園田雅裕   | 宮田奈保美        |
| 第6話  | 薔薇の影     | 河原ゆうじ | 福田道生         | 内田祐司   | 小谷杏子          |
| 第7話  | 美神の影     | 河原ゆうじ | 池田重隆         | 池田重隆   | Park Sang Jin     |
| 第8話  | 沙翁の影     | 河原ゆうじ | 鎌仲史陽         | 村山靖     | 南伸一郎          |
| 第9話  | 笑忘亭の影   | 河原ゆうじ | 石平信司         | 高田昌宏   | 服部憲知          |
| 第10話 | 虚像の影     | 河原ゆうじ | 上原秀明         | 小野田雄亮 | 福重秀一          |
| 第11話 | 焦燥する影   | 河原ゆうじ | 白日胡乱         | 内田祐司   | 清水博明 小谷杏子 |
| 第12話 | 消滅する影   | 河原ゆうじ | 池田重隆         | 池田重隆   | Park Sang Jin     |
| 第13話 | 光人の影     | 河原ゆうじ | 園田雅裕         | 園田雅裕   | 宮田奈保美        |
| 第14話 | 危険な影     | 河原ゆうじ | タムラコータロー | 村山靖     | 南伸一郎          |
| 第15話 | 仁術の影     | 関島眞頼   | 赤坂三十郎       | 高田昌宏   | 服部憲知          |
| 第16話 | 肖像の影     | 河原ゆうじ | 工藤進           | 工藤進     | 松本文男          |
| 第17話 | Wの影        | 関島眞頼   | 池田重隆         | 池田重隆   | Lee Jong Hyun     |
| 第18話 | 逢瀬の影     | 山田由香   | 福田道生         | 小野田雄亮 | 福重秀一          |
| 第19話 | 楽園の影     | 河原ゆうじ | 園田雅裕         | 園田雅裕   | 安藤正浩          |
| 第20話 | 献身の影     | 関島眞頼   | 吉田英俊         | 内田祐司   | 南伸一郎          |
| 第21話 | 白馬の影     | 山田由香   | 工藤進           | 工藤進     | 松本文男          |
| 第22話 | 背信の影     | 河原ゆうじ | 池田重隆         | 池田重隆   | Lee Jong Hyun     |
| 第23話 | 真相の影     | 河原ゆうじ | 赤坂三十郎       | 高田昌宏   | 服部憲知          |
| 第24話 | 王の影       | 河原ゆうじ | 園部雅裕         | 園部雅裕   | 安藤正浩          |

### 放送局
| 放送地域   | 放送局     | 放送期間                | 放送日時           | 放送区分       | 備考             |
| ---------- | ---------- | ----------------------- | ------------------ | -------------- | ---------------- |
| 関東広域圏 | テレビ東京 | 2008年4月7日 - 9月29日  | 月曜 26:00 - 26:30 | テレビ東京系列 |                  |
| 大阪府     | テレビ大阪 | 2008年4月9日 - 10月1日  | 水曜 26:25 - 26:55 | テレビ東京系列 |                  |
| 日本全域   | AT-X       | 2008年5月28日 - 11月5日 | 水曜 11:00 - 11:30 | CS放送         | リピート放送あり |

## ゲーム
『モノクローム・ファクター cross road』
- 対応機種：PlayStation 2
- ジャンル：恋愛アドベンチャー
- 発売日：2008年11月27日発売
- 発売元：5pb.

物語はアニメの続編となっている。
主題歌
オープニングテーマ「氷の月夜」
作詞：KOKOMI、作曲：黒瀬圭亮、編曲：村上純、歌：Asriel
エンディングテーマ「AWAKE〜僕のすべて〜ANOTHER SIDE」
作詞：松澤由美、作曲・編曲：清水永之、歌：昶（小野大輔）